# Brugg
Brugg este un orășel în districtul Brugg, cantonul Aargau, Elveția. Localitatea se află la conflunța râurilor Aare, Reuss și Limmat. Brugg se află amplasat la altitudinea de 352 m, ocupă suprafața de 6.38 km² și avea în 2009, 10.342 loc. Orășelul se află la 16 km depărtare de Aarau și în linie aeriană 27 km de Zürich, sau 45 km de Basel.

## Istoric
Denumirea localității înseamnă "pod" în limba localnicilor. Această denumire este un indiciu care explică motivul întemeierii localității în timpul Habsburgilor, aici fiind un pod peste Aare. 
Între anii 1415 - 1798, Brugg era vasal al orașului Berna. Azi în oraș există o școală superioară și o cazarmă a trupelor elvețiene de geniu.

## Personalități marcante
- Lale Yavas, actriță